# Ford Territory (Австралия)
Ford Territory — среднеразмерный кроссовер, выпускавшийся подразделением Ford Motor Company of Australia с апреля 2004 по 7 октября 2016 года.

## Описание
Ford Territory считался единственным внедорожником, выпускавшимся в Австралии, и первым трёхрядным кроссовером производства Ford Motor Company of Australia. Изначально он выпускался на платформе Ford EA169, а внутренним обозначением стало E265. В 2004 году автомобиль стал обладателем премии Wheels Car of the Year благодаря своей приемлемой управляемости и вместимости для детей.
К 2008 году на разработку автомобиля было потрачено 500 миллионов австралийских долларов. Многих австралийских производителей хвалили за конкурентоспособность по себестоимости, за то, что они поддерживали эту стоимость на таком низком уровне, не таком дешёвом, как у японцев, но намного ниже, чем автомобили из Детройта. В то же время австралийский Ford Territory стал первым автомобилем с электронным контролем устойчивости.

## Дизайн
Австралийский Ford Territory выпускался как с задним (RWD), так и с полным приводом (AWD). Полноприводные модели имели антиблокировочную систему для управления движением автомобиля под уклон. Ряды сидений выполнены в «театральном» стиле: первый ряд сидений ниже последнего. Вместимость варьируется от 5 до 7 мест.

## Ford R7

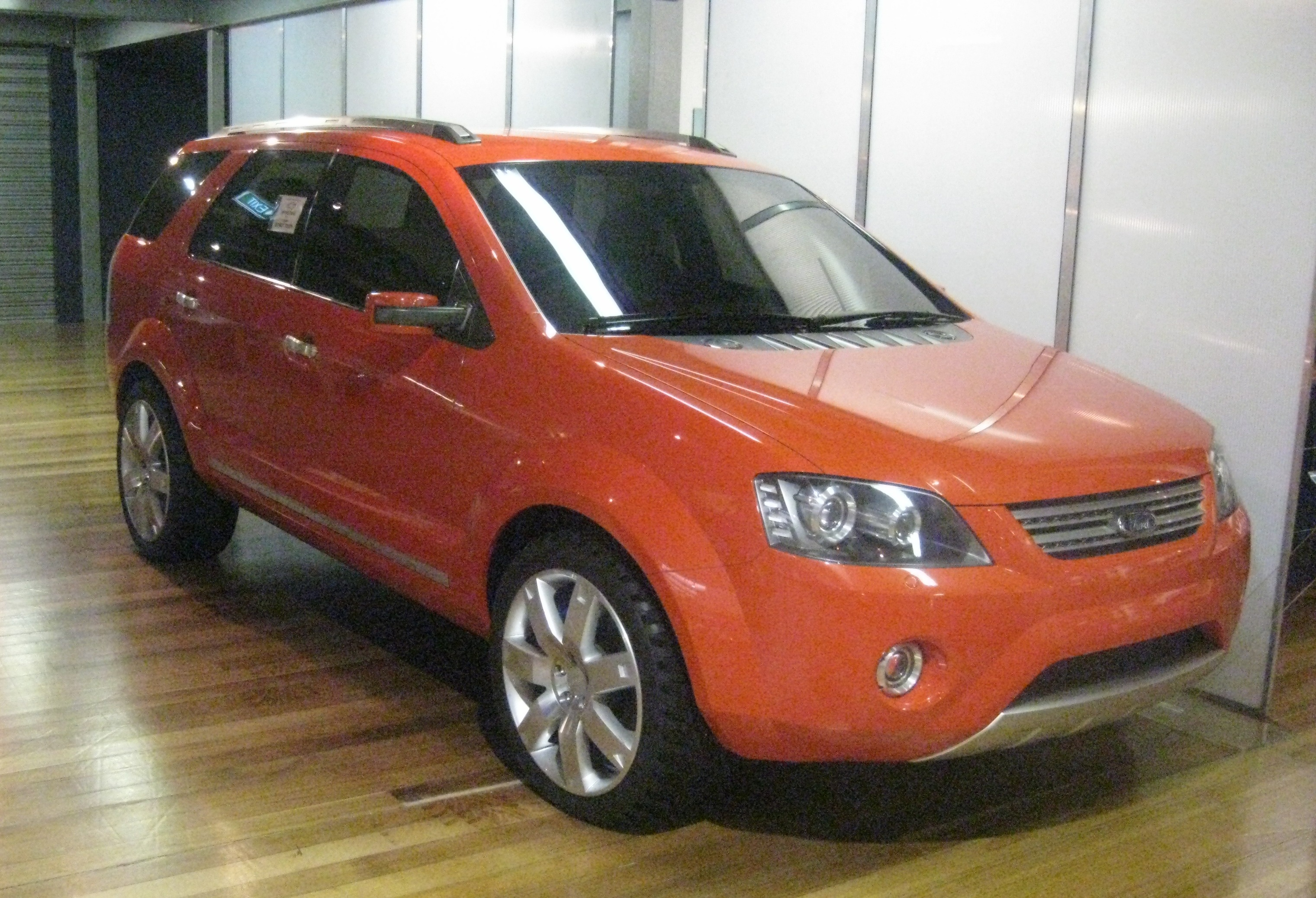
Ford R7 в Джилонге

Ford R7 является концепт-каром, разработанным в 2002 году и представленным на Австралийском международном автосалоне в Мельбурне.

## Модельный ряд
С 2004 по 2016 год Ford Territory выпускался в пяти комплектациях:
- SX (апрель 2004—сентябрь 2005)[10]
- TX (RWD: A$39,490; AWD: A$43,990)
- TS (RWD: A$46,330; AWD: A$51,330)
- Ghia (RWD: A$51,820; AWD: A$56,320)
- SR (февраль 2006—июнь 2008)
- SR2 (октябрь 2008—7 октября 2016)
- FPV F6X (29 февраля 2008—февраль 2009)[11][12]
- SZ (апрель 2011—7 октября 2016)[13]
- Titanium[14]
- SZ II (20 октября 2014—7 октября 2016)[15]

## Экспорт

### Новая Зеландия
В Новой Зеландии было продано 12000 австралийских Ford Territory.

### Южная Африка
Продажи Ford Territory в Южной Африке начались 22 июня 2005 года в комплектациях TX и Ghia AWD/RWD. Дебют состоялся в 2004 году. Всего было экспортировано около 2300 автомобилей.

### Таиланд
В Таиланде Ford Territory продавался с апреля 2006 года. До этого SY Territory появился на автосалоне в Бангкоке в 2005 году. Также действовало свободное соглашение между Таиландом и Австралией. К 2012 году было продано около 100 единиц.

## Технические характеристики
За всю историю производства на Ford Territory ставили 4,0-литровый бензиновый двигатель Barra I6 как с турбонаддувом, так и без него, или же 2,7-литровый дизельный двигатель Lion V6. Дизельный двигатель сочетался в паре с шестиступенчатой автоматической трансмиссией 6R80, а бензиновый — с четырёхступенчатой автоматической M93LE (комплектации SX; SY; RWD; AWD) и шестиступенчатыми автоматическими 6HP 21 (комплектация SZ II) и 6HP 26 (комплектации SY AWD; SZ).

## Галерея

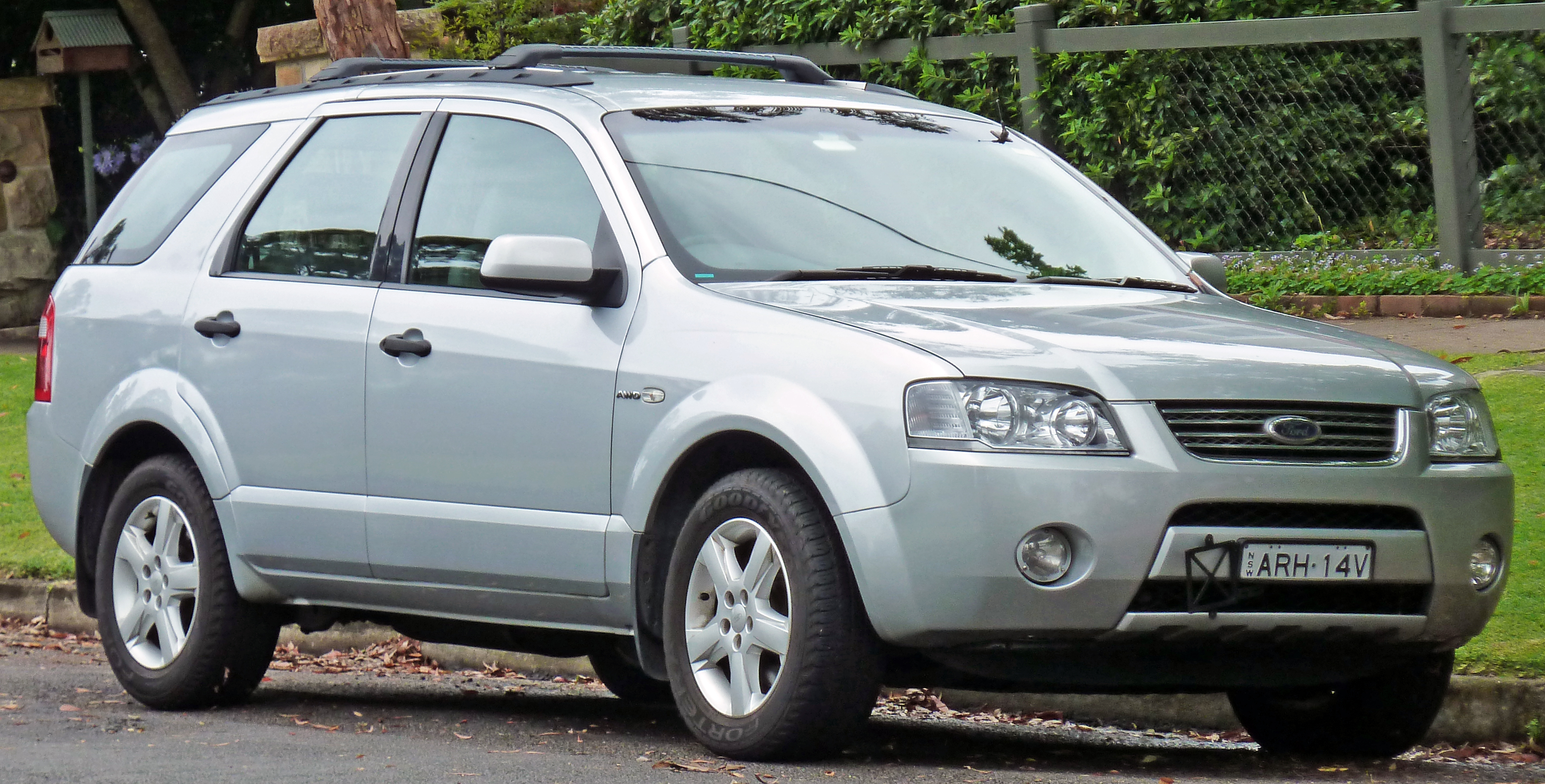
Ford Territory (SX) RWD
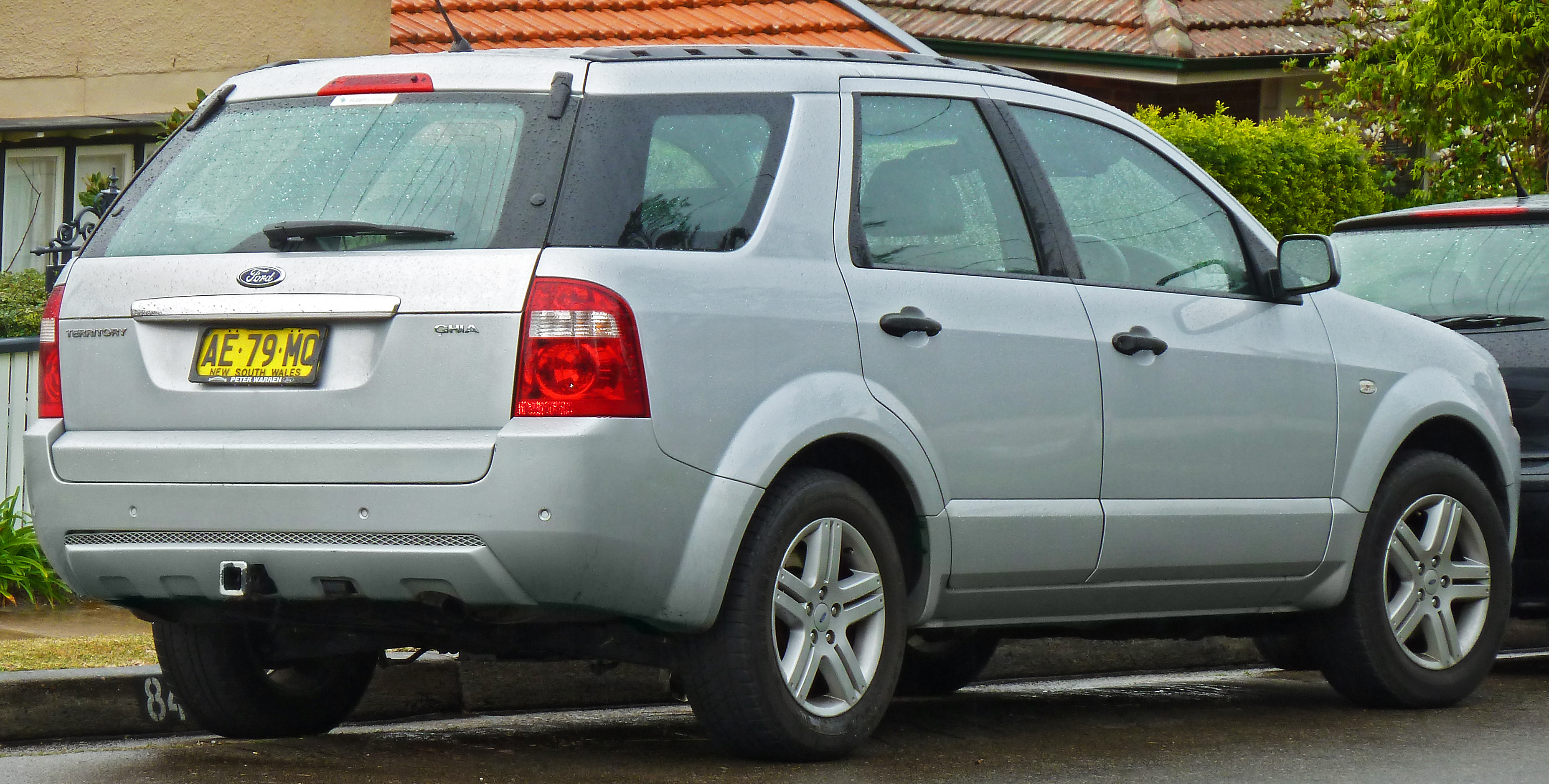
Ford Territory (Ghia RWD)
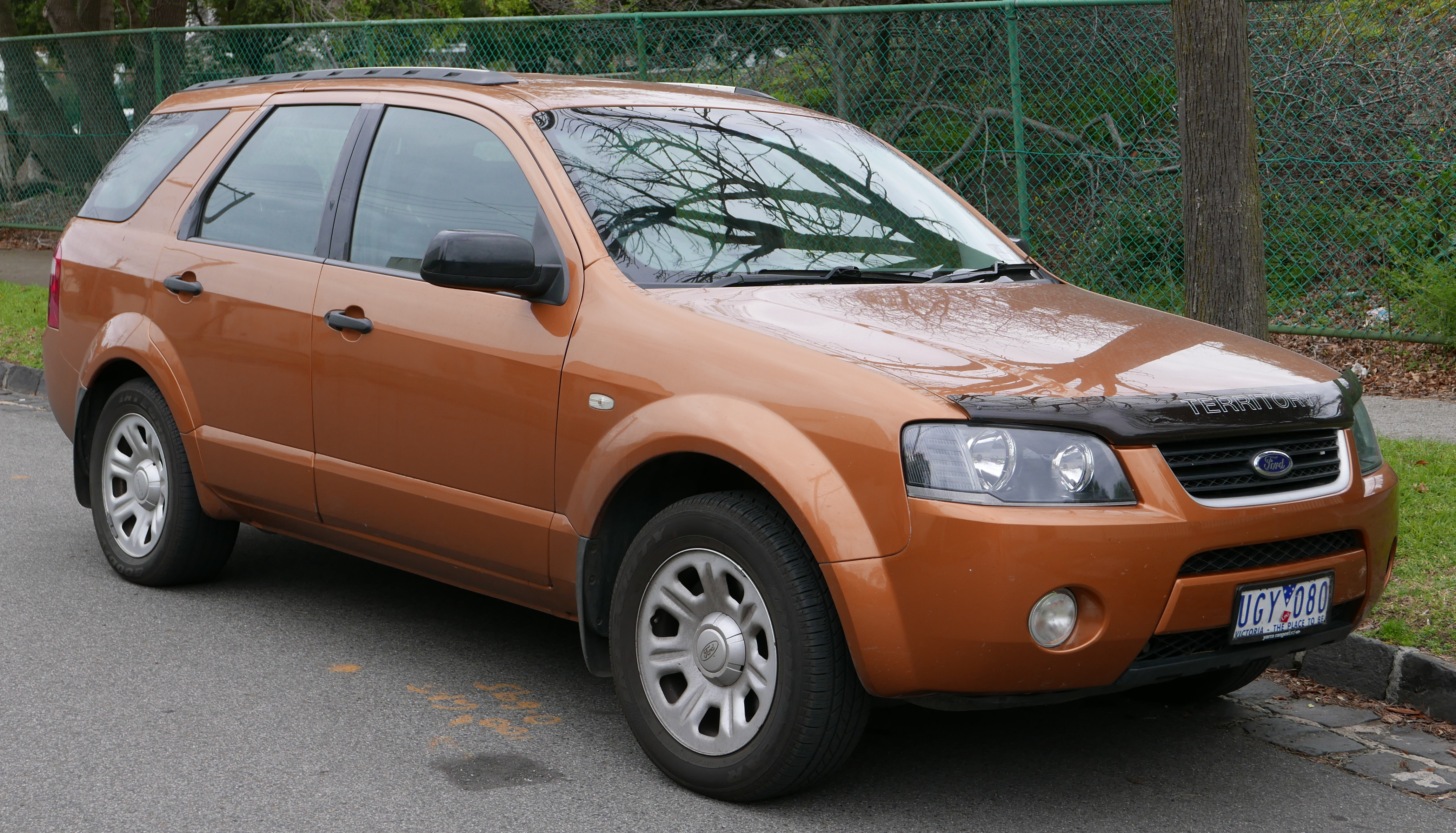
2006 Ford Territory (SY) TX RWD
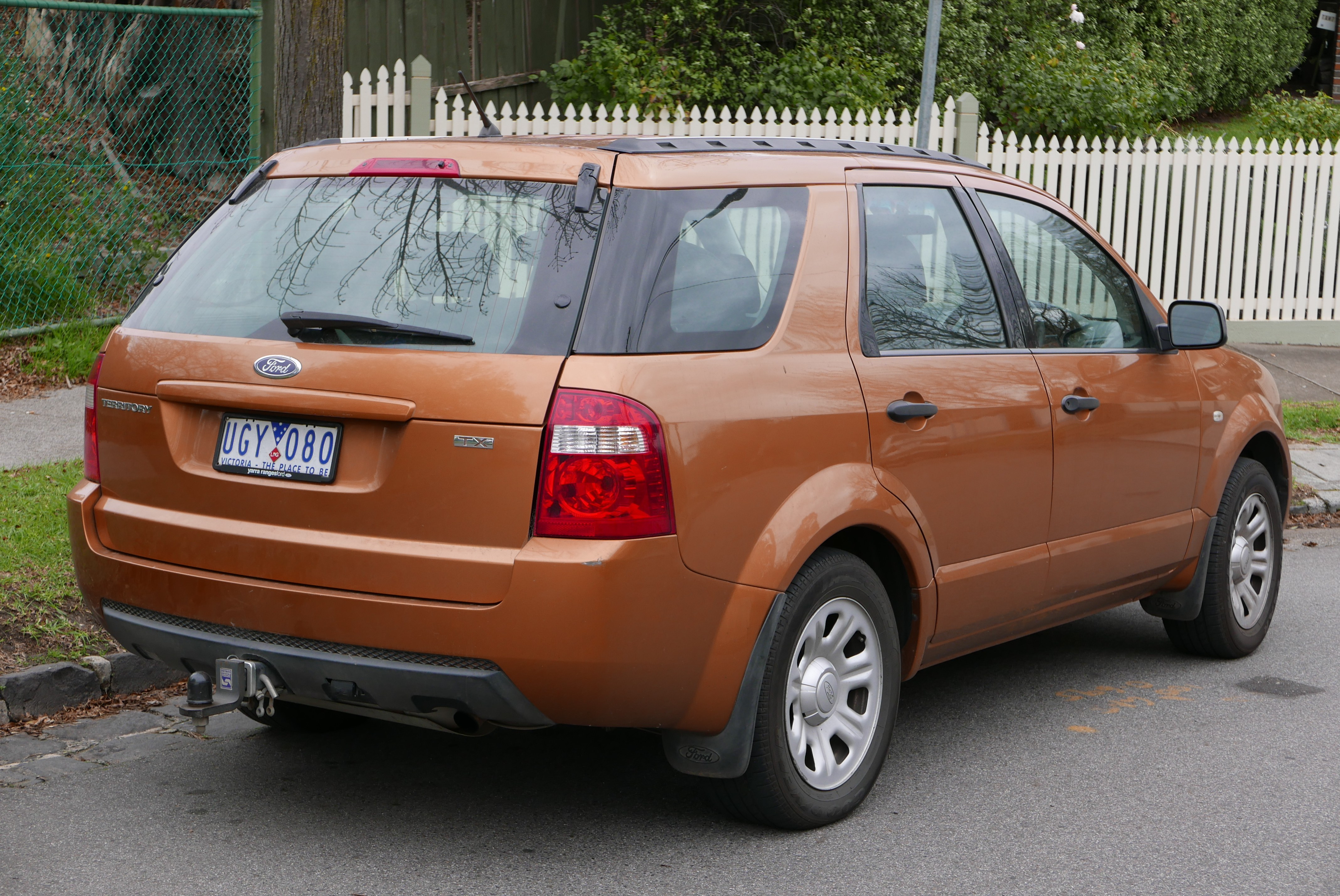
2006 Ford Territory (SY) TX RWD
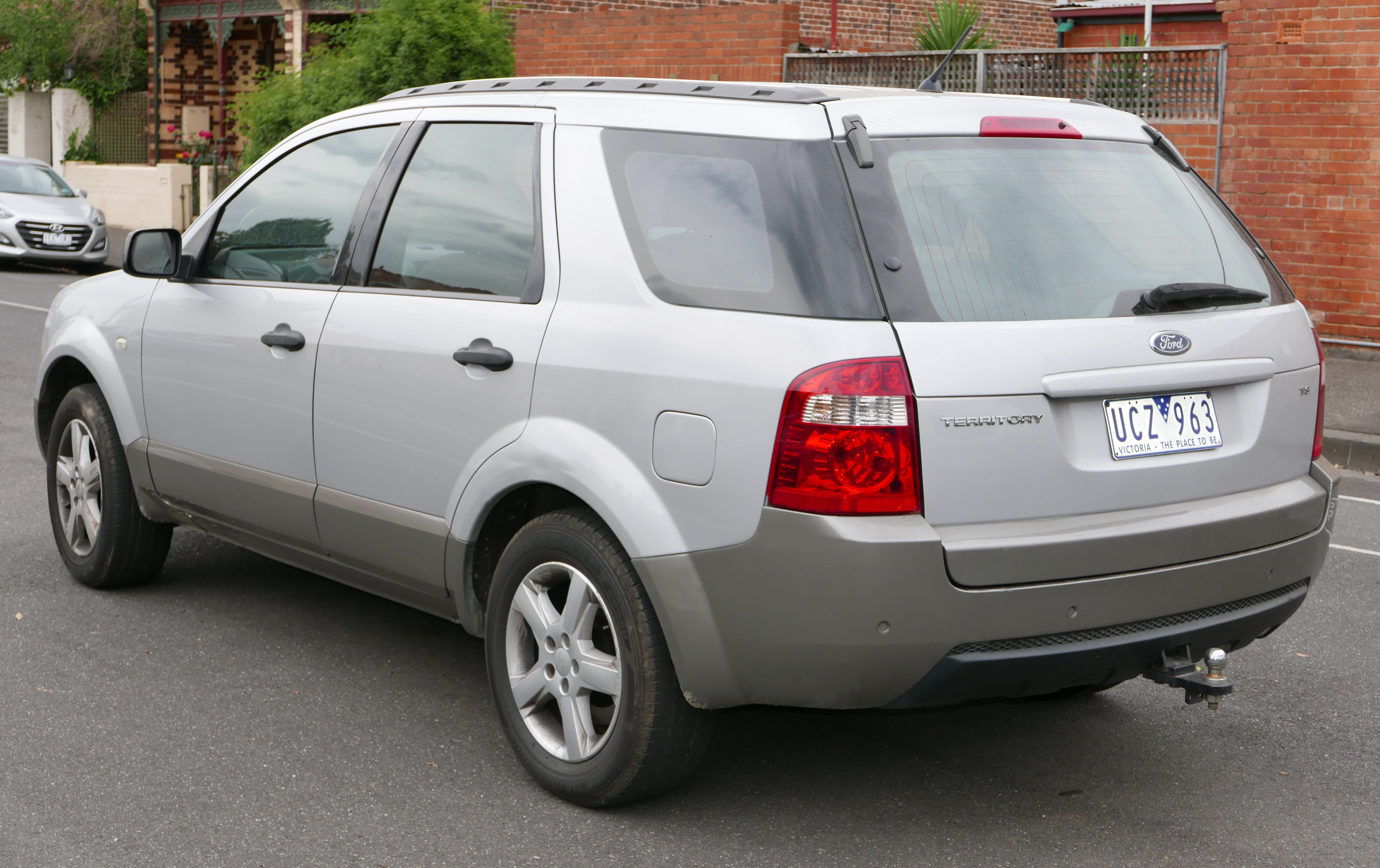
Territory TS RWD (SY)
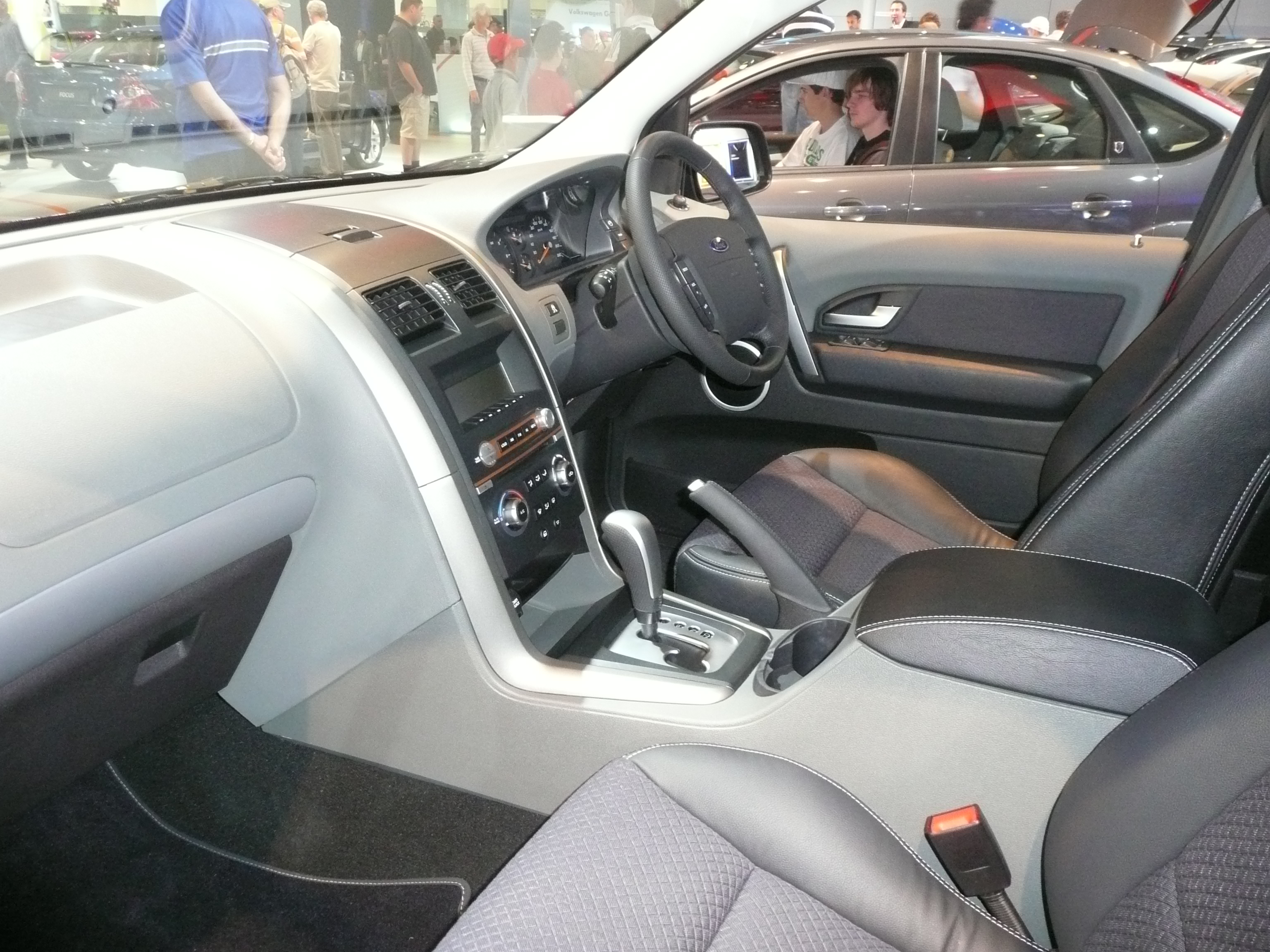
Интерьер (SY)
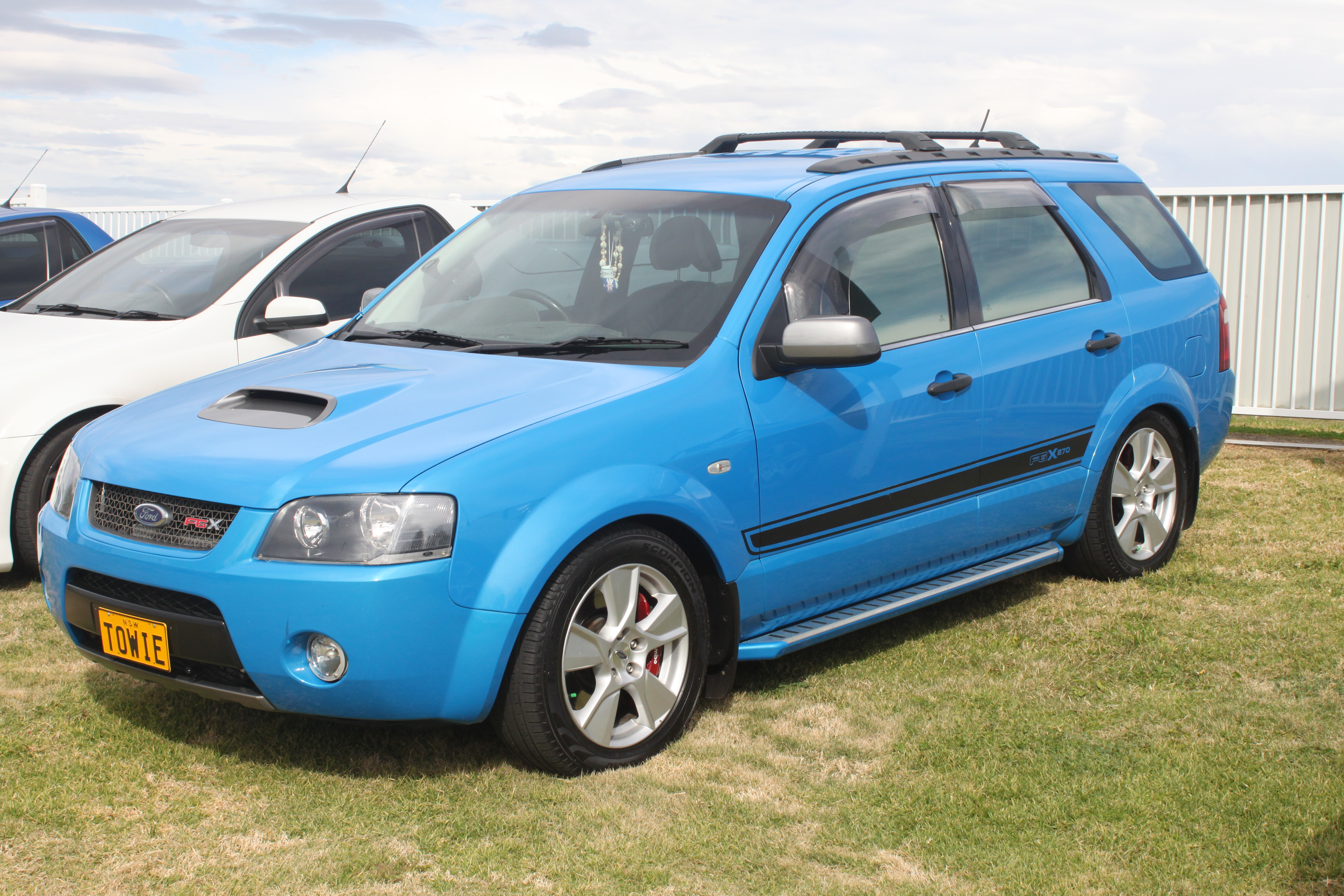
Ford FPV F6-X
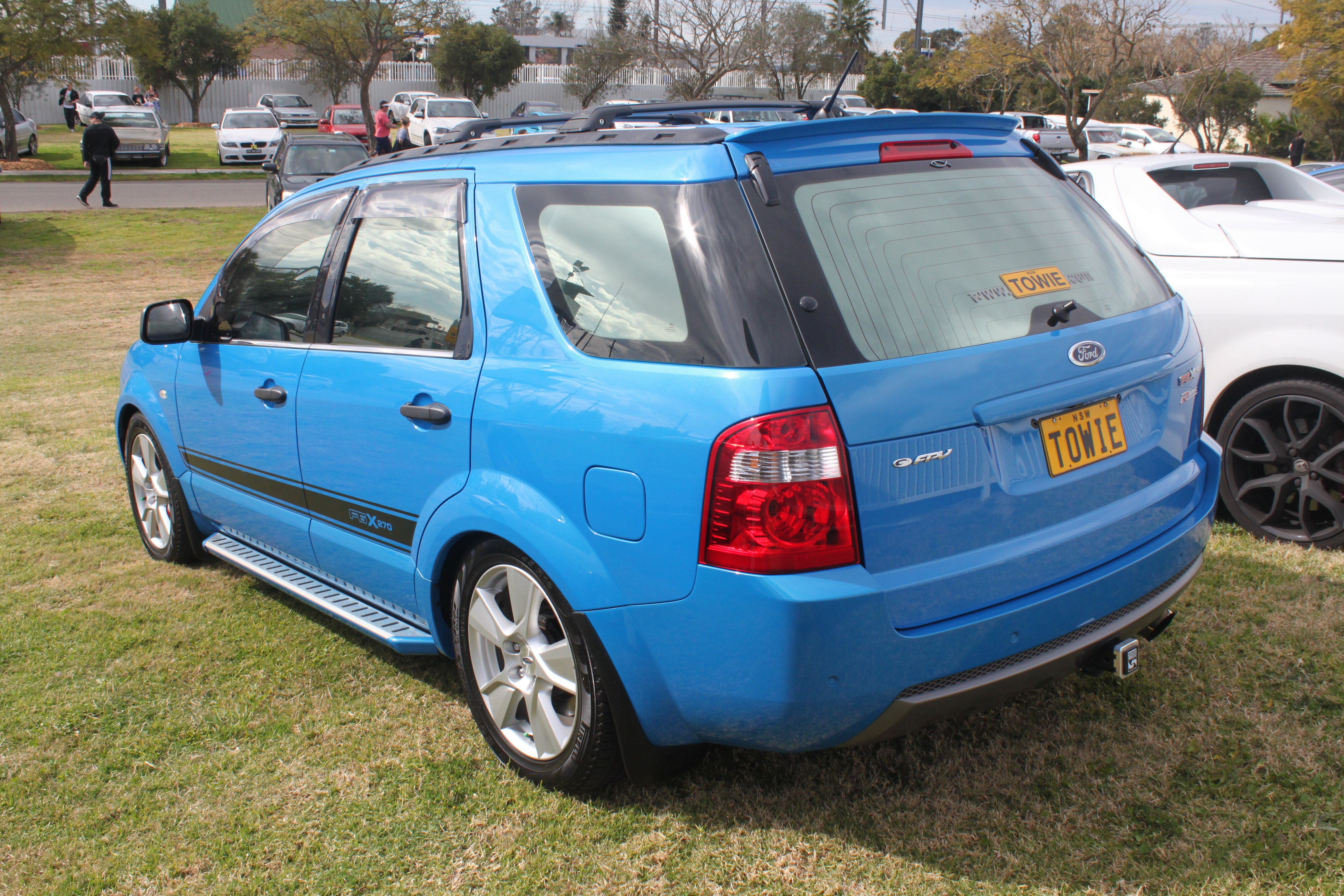
Ford FPV F6-X
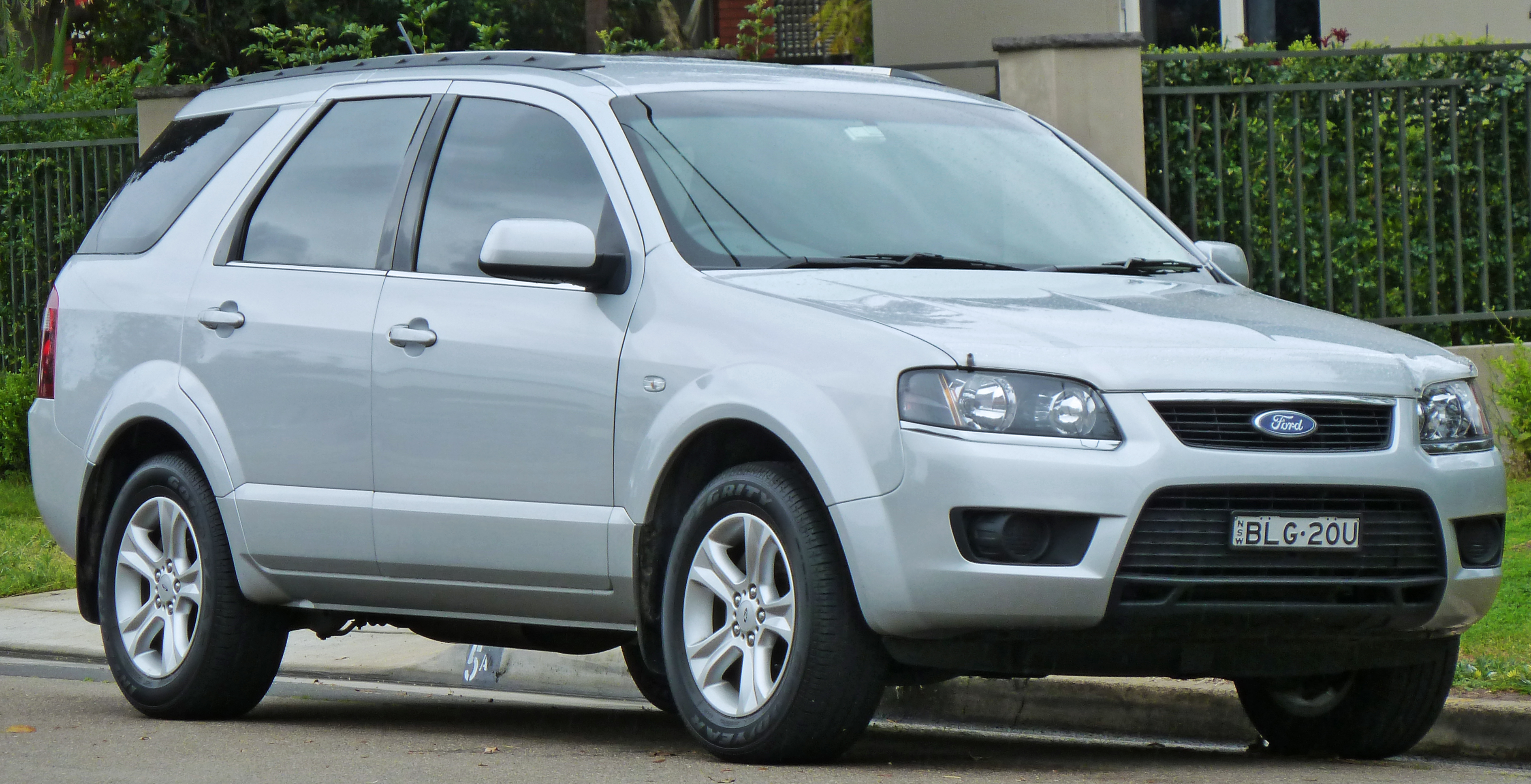
2009—2010 Ford Territory (SY II) TX
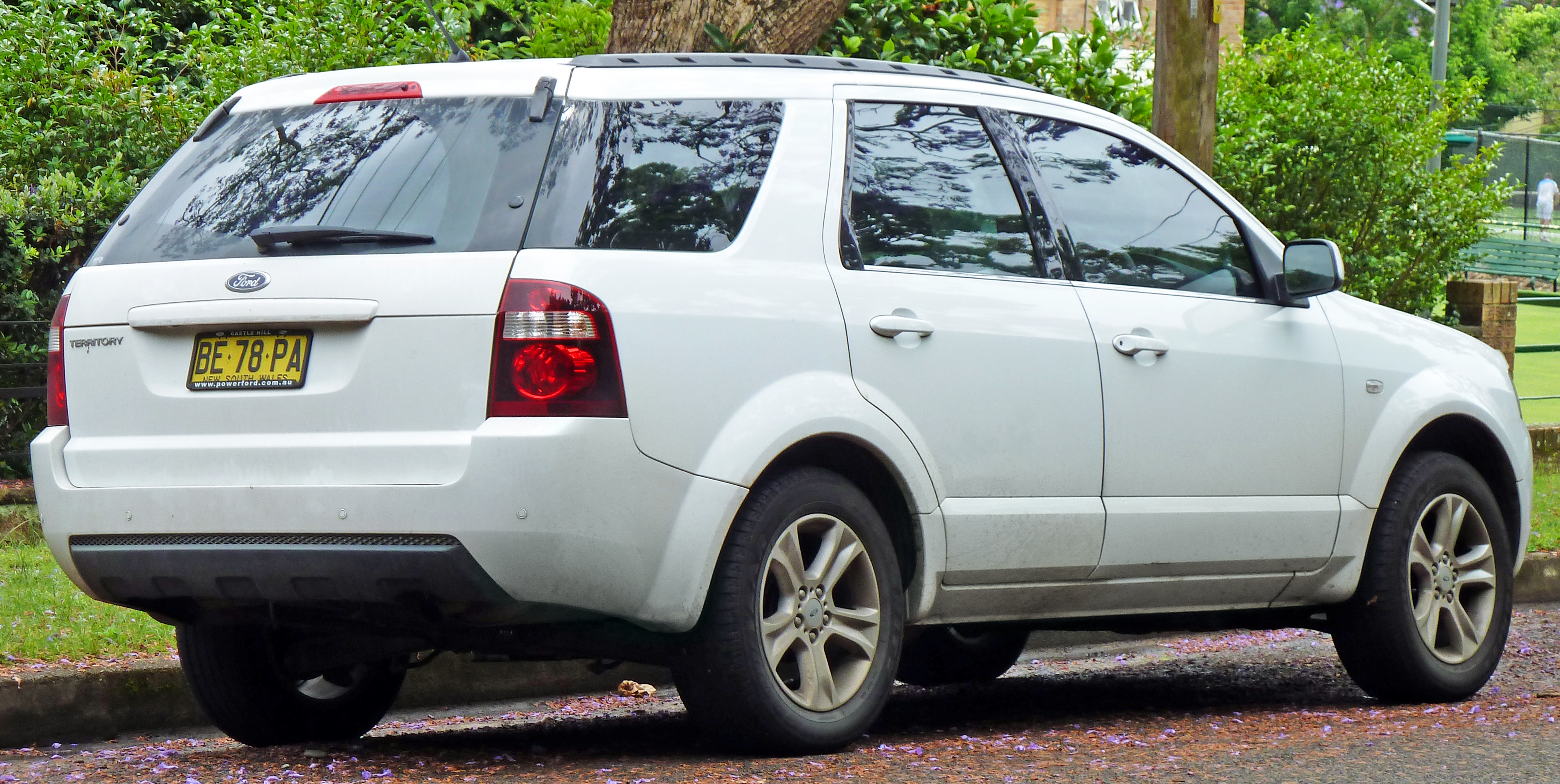
Вид сзади
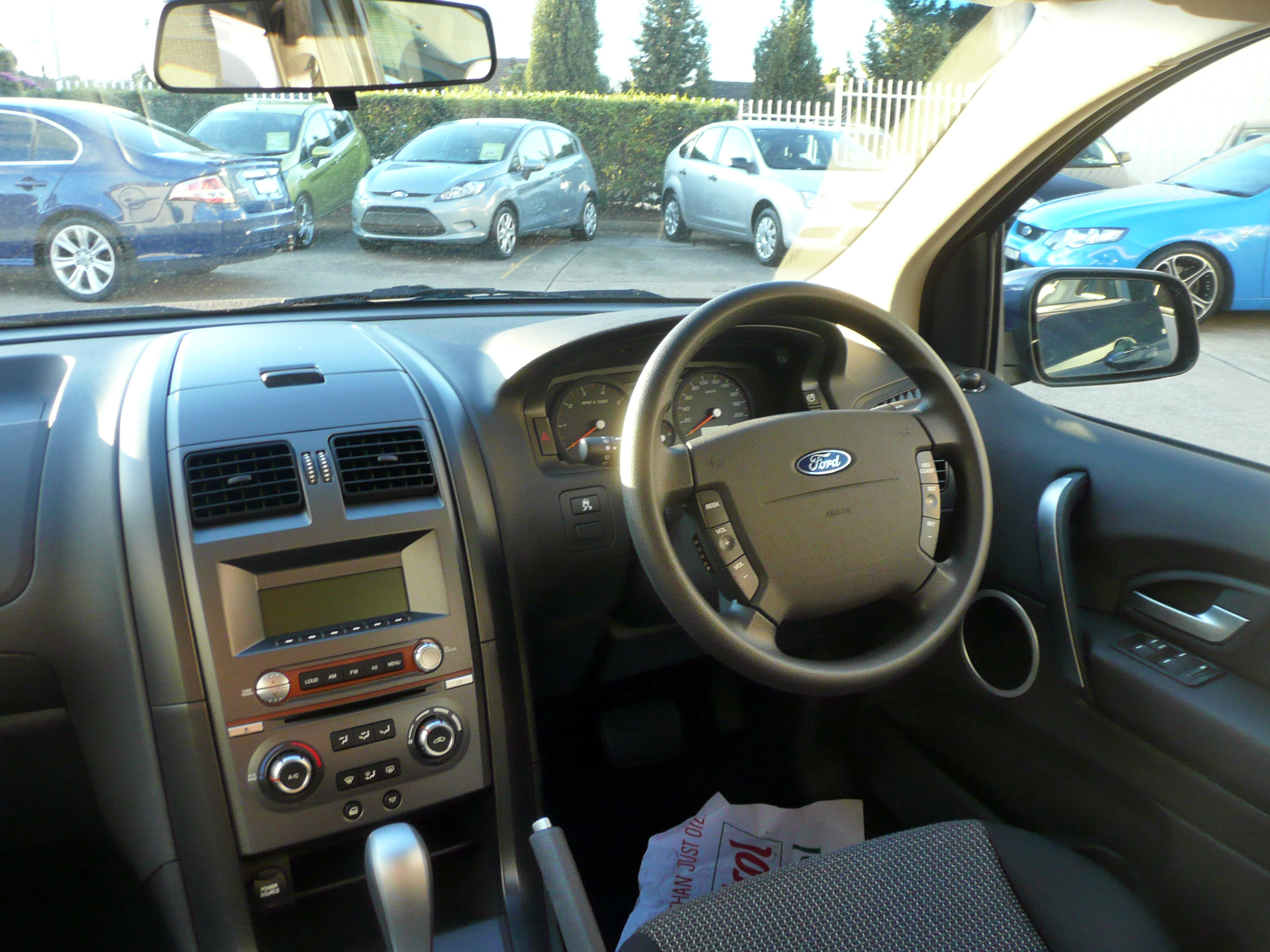
Интерьер
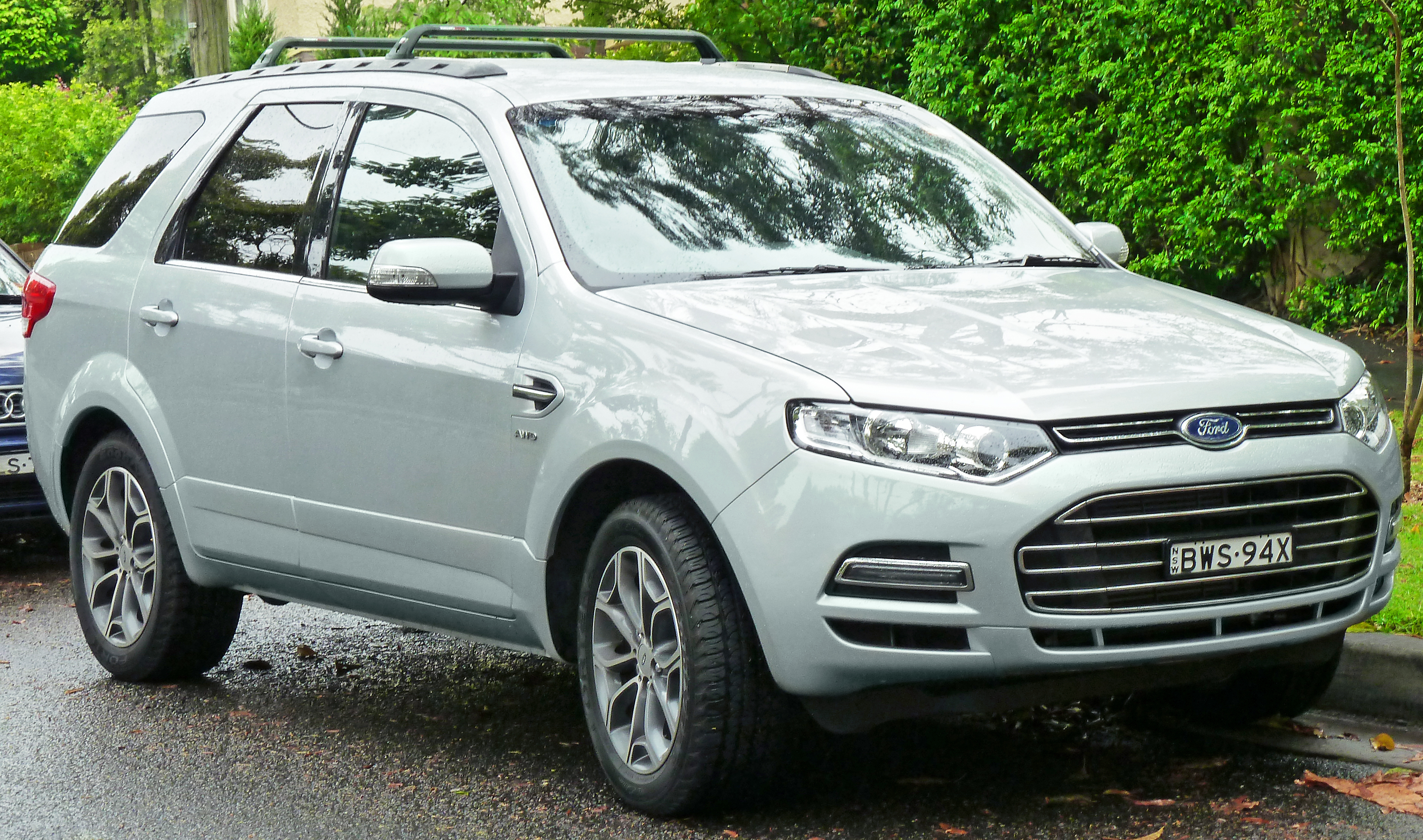
2011 Ford Territory (SZ) Titanium TDCi
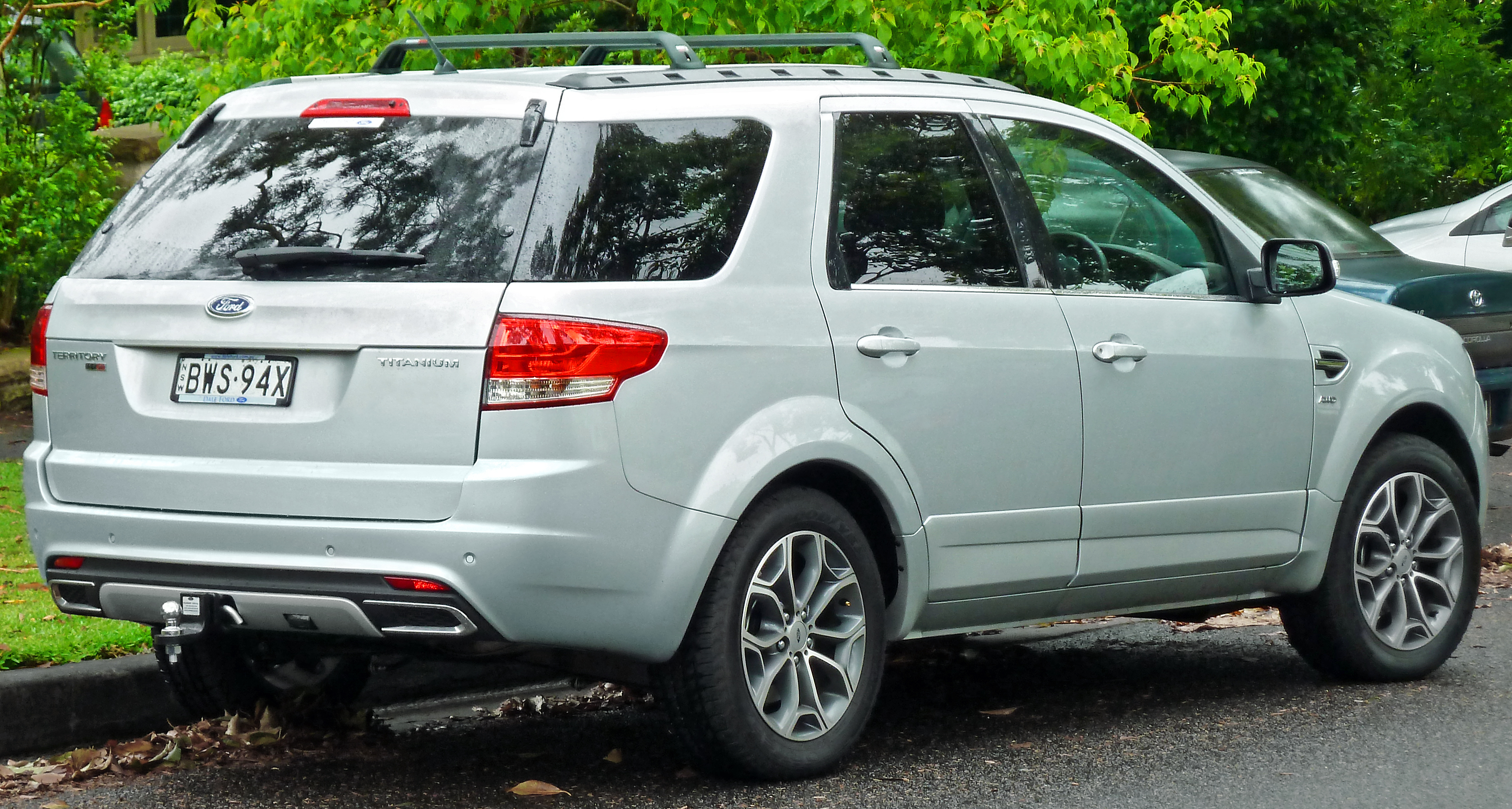
2011 Ford Territory (SZ) Titanium TDCi
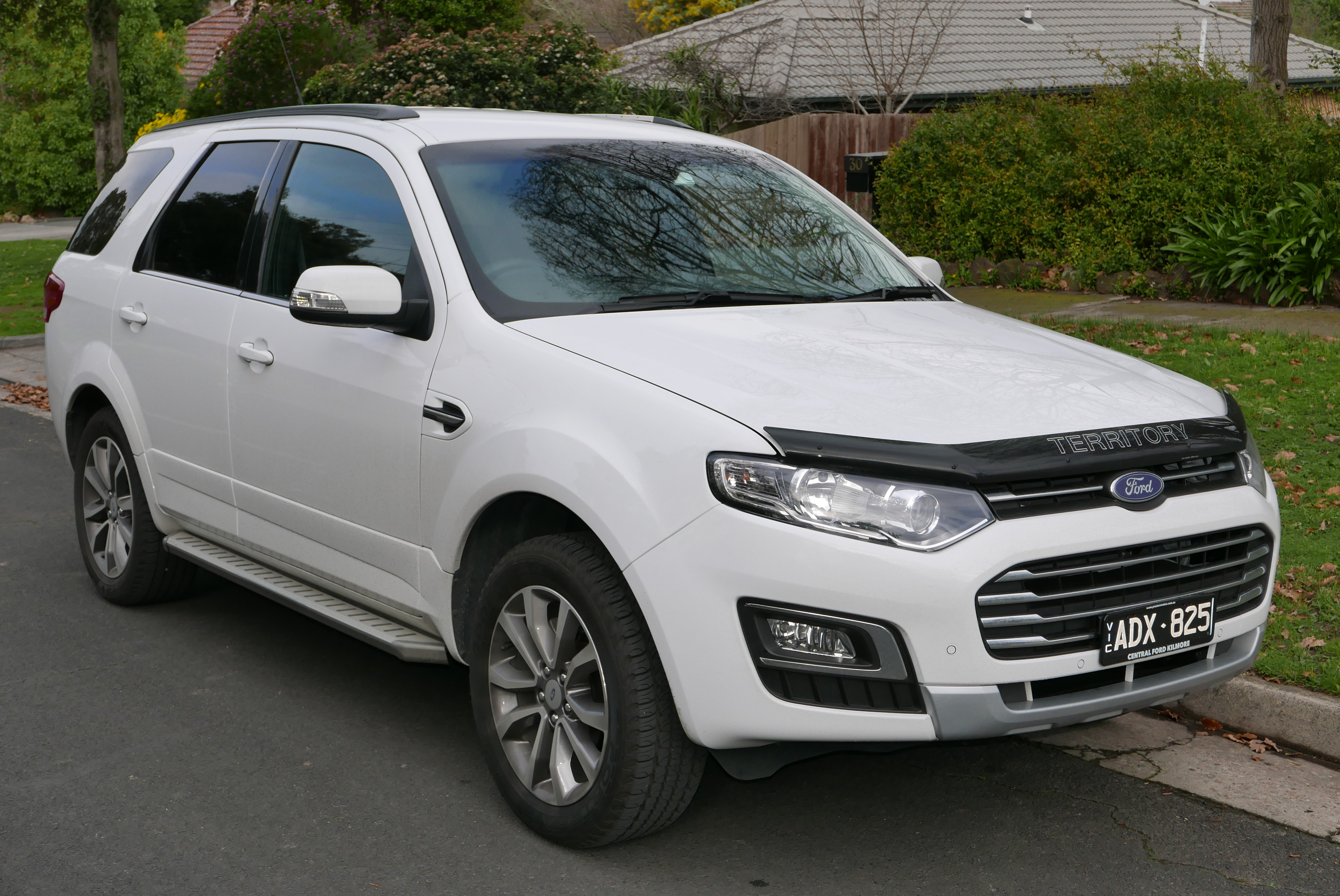
2015 Ford Territory (SZ II) Titanium RWD
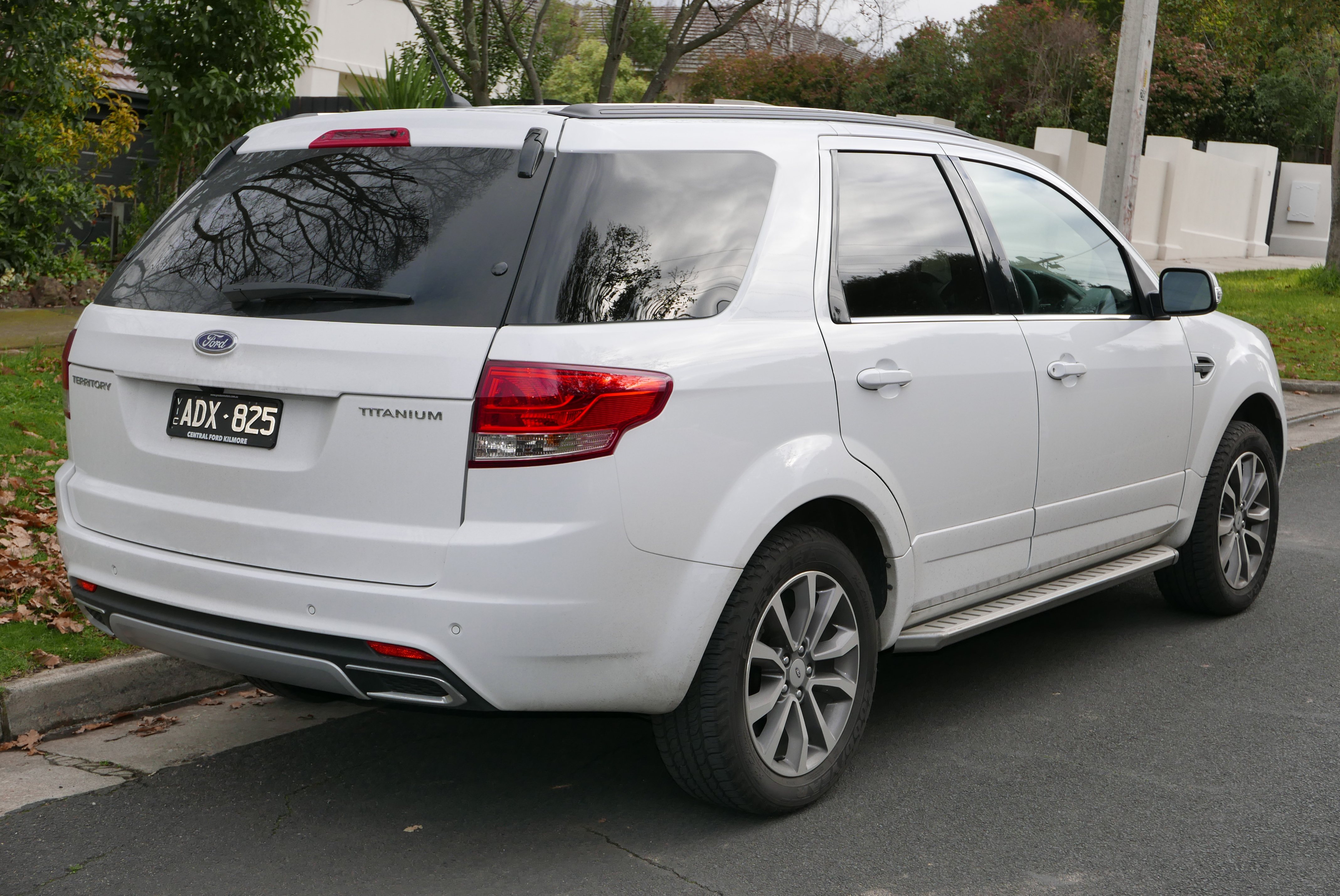
2015 Ford Territory (SZ II) Titanium RWD

## Продажи
| Год   | Продажи в Австралии |
| ----- | ------------------- |
| 2004  | 13,583              |
| 2005  | 23,454              |
| 2006  | 18,364              |
| 2007  | 17,290              |
| 2008  | 12,882              |
| 2009  | 10,884              |
| 2010  | 11,558              |
| 2011  | 13,866              |
| 2012  | 14,646              |
| 2013  | 14,261              |
| 2014  | 9,828               |
| 2015  | 8,902               |
| 2016  | 6,928               |
| Всего | 176,446             |